# Rytidosperma linkii
Rytidosperma linkii är en gräsart som först beskrevs av Carl Sigismund Kunth, och fick sitt nu gällande namn av Henry Eamonn Connor och Elizabeth Edgar. Rytidosperma linkii ingår i släktet kängurugräs (släktet), och familjen gräs. Inga underarter finns listade i Catalogue of Life.